# USS Van Valkenburgh (DD-656)
USS Van Valkenburgh (DD-656) là một tàu khu trục lớp Fletcher được Hải quân Hoa Kỳ chế tạo trong Chiến tranh Thế giới thứ hai. Nó là chiếc tàu chiến duy nhất của Hải quân Mỹ được đặt theo tên Đại tá Hải quân Franklin van Valkenburgh (1888–1941), Hạm trưởng thiết giáp hạm Arizona (BB-39) vốn đã tử trận trong cuộc Tấn công Trân Châu Cảng và được truy tặng Huân chương Danh dự. Nó hoạt động cho đến hết Thế Chiến II, ngừng hoạt động một thời gian ngắn rồi tiếp tục phục vụ trong Chiến tranh Triêu Tiên cho đến năm 1954. Nó được chuyển cho Thổ Nhĩ Kỳ năm 1967 và phục vụ như là chiếc TCG İzmir (D 341) cho đến năm 1987. Van Valkenburgh được tặng thưởng danh hiệu Đơn vị Tưởng thưởng Hải quân và ba Ngôi sao Chiến trận do thành tích phục vụ trong Thế Chiến II, rồi thêm một Ngôi sao Chiến trận khác tại Triêu Tiên.

## Thiết kế và chế tạo
Van Valkenburgh được đặt lườn tại xưởng tàu của hãng Gulf Shipbuilding Corp. ở Chickasaw, Alabama vào ngày 15 tháng 11 năm 1942. Nó được hạ thủy vào ngày 19 tháng 12 năm 1943; được đỡ đầu bởi bà Marguerite Van Valkenburgh, vợ góa Đại tá Van Valkenburgh; và nhập biên chế tại Alabama State Docks, Mobile, Alabama vào ngày 2 tháng 8 năm 1944 dưới quyền chỉ huy của Hạm trưởng, Trung tá Hải quân Alexander B. Coxe, Jr. Cờ hiệu của con tàu trong lễ nhập biên chế cũng chính là cờ hiệu treo phía đuôi USS Arizona vào sáng ngày 7 tháng 12 năm 1941 tại Trân Châu Cảng.

## Lịch sử hoạt động

### Thế Chiến II

#### Chạy thử máy & huấn luyện
Sau khi hoàn tất việc trang bị, Van Valkenburgh tiến hành chạy thử máy và thử nghiệm cấu trúc khi tác xạ; và đang khi trên đường quay trở về sau khi thử nghiệm tác xạ vào ngày 7 tháng 8 năm 1944, nó nhận được yêu cầu trợ giúp từ chiếc tàu kéo Lục quân LT-18. Nó nhanh chóng chuyển hướng và gặp gỡ chiếc tàu kéo bị hỏng động cơ cùng ba sà lan chất đầy thuốc nổ. Nó tuần tra chung quanh đoàn tàu LT-18, đề phòng bất trắc và sẵn sàng trợ giúp khi cần thiết, cho đến khi sự trợ giúp đến nơi vào ngày 8 tháng 8, khi nó lên đường quay trở về Mobile, tiếp tục việc trang bị trước khi lên đường đi Bermuda vào ngày 20 tháng 8. Chiếc tàu khu trục tiến hành chạy thử máy ngoài khơi Great Sound, Bermuda cho đến cuối tháng 9, rồi lên đường vào ngày 26 tháng 9 để hướng đến Charleston, South Carolina, nơi nó được đại tu sau thử máy. Chuyển đến Hampton Roads không lâu sau đó, nó tiến hành huấn luyện trước khi gặp gỡ tàu tuần dương hạng nhẹ Wilkes-Barre (CL-103) vào ngày 22 tháng 10.
Van Valkenburgh hộ tống chiếc tàu tuần dương mới đi đến vùng kênh đào Panama, băng qua kênh đào vào ngày 27 tháng 10, rồi có thêm tàu khu trục Mannert L. Abele (DD-733) gia nhập tại Balboa trước khi tiếp tục hành trình hướng đến San Diego, California. Từ ngày 10 đến ngày 16 tháng 11, họ hộ tống một đoàn tàu vận tải chở quân đi sang quần đảo Hawaii, tiến hành huấn luyện ngoài khơi Lanai, Maui, trước khi đi đến Trân Châu Cảng vào ngày 17 tháng 11. Chiếc tàu khu trục sau đó hoạt động từ Trân Châu Cảng, tham gia các hoạt động huấn luyện, thực hành ngư lôi, phòng không và bắn phá bờ biển, cho đến cuối tháng 12 năm 1944.

#### Trận Iwo Jima
Sau khi được bảo trì cặp theo mạn chiếc Yosemite (AD-19), Van Valkenburgh khởi hành từ Trân Châu Cảng vào ngày 27 tháng 1 năm 1945 để hướng sang khu vực Tây Thái Bình Dương, ghé qua Eniwetok trên đường đi trước khi đi đến Saipan thuộc quần đảo Mariana, nơi diễn ra những cuộc tổng dượt cuối cùng chuẩn bị cho chiến dịch đổ bộ tiếp theo lên Iwo Jima thuộc quần đảo Volcano. Sau hai ngày thực tập tại Saipan, hạm đội lên đường hướng sang Iwo Jima, đi đến mục tiêu vào sáng ngày 19 tháng 2. Chiếc tàu khu trục đã tuần tra trong khi các tàu vận chuyển chất dỡ, rồi tiến hành bắn phá hỗ trợ cho cuộc đổ bộ của lực lượng Thủy quân Lục chiến. Trong một tuần tiếp theo, nó luân phiên các hoạt động bảo vệ, hộ tống và bắn phá.
Van Valkenburgh sau đó nhận mệnh lệnh hộ tống các tàu vận tải rỗng quay trở lại Mariana; và sau chuyến đi đến Saipan, nó quay trở lại Iwo Jima vào trưa ngày 3 tháng 3. Nó lại thực hiện chuyến đi tương tự đến Saipan năm ngày sau đó, quay trở lại quần đảo Volcano vào ngày 18 tháng 3, tiếp tục nhiệm vụ hộ tống bảo vệ cho các tàu trong đội đổ bộ.

#### Trận Okinawa
Van Valkenburgh tham gia các cuộc tổng dượt đổ bộ và thực tập tại khu vực phụ cận Tinian nhằm chuẩn bị cho cuộc đổ bộ tiếp theo lên Okinawa thuộc chuỗi quần đảo Ryūkyū, chỉ cách các đảo chính quốc Nhật Bản 350 mi (560 km). Vào ngày 27 tháng 3, nó khởi hành trong thành phần Đội đặc nhiệm 51.2, có nhiệm vụ giả lập một cuộc đổ bộ lên bờ biển phía Tây Nam hòn đảo nhằm thu hút sự chú ý của Lục quân Nhật Bản, trong khi lực lượng chính sẽ tiếp cận từ phía Tây. Vào sáng ngày 1 tháng 4, trong khi lực lượng nghi binh tập trung ngoài khơi các bãi biển phía Nam, Tập đoàn quân 6 Lục quân cùng nhiều đơn vị Thủy quân Lục chiến đổ bộ lên phần phía Tây của hòn đảo.
Trong khi sự kháng cự trên bờ bắt đầu khá yếu ớt, việc phản công bằng không quân phản ứng tức thì. Khi Van Valkenburgh tiếp cận gần bờ, một máy bay tấn công cảm tử Kamikaze đã tấn công tàu đổ bộ LST-884 vốn đang chất đầy đạn dược cùng một tốp Thủy quân Lục chiến. May mắn là chiếc máy bay tự sát không mang theo bom, chỉ gây một lổ thủng gần mực nước và làm bùng phát các đám cháy dưới hầm tàu. Van Valkenburgh đã áp sát để trợ giúp cho LST-884 trong tám giờ, gửi sang chiếc tàu đổ bộ bị hư hại một đội kiểm soát hư hỏng và chữa cháy dưới quyền Thiếu tá Hải quân W. Brown. Cho dù bị nghiêng nặng sang mạn phải, nhờ sự trợ giúp của đội dưới quyền Thiếu tá Brown, đám cháy được dập tắt và LST-884 được kéo đến Kerama Retto an toàn. Ba sĩ quan và 15 thủy thủ của Van Valkenburgh đã được tặng thưởng, trong đó huân chương Ngôi sao bạc được tặng cho Thiếu tá Brown và Đại úy Hải quân Dự bị J. D. McCormich.
Sau khi hoàn thành nhiệm vụ đánh lạc hướng vào ngày 4 tháng 4, Van Valkenburgh cùng đội nghi binh rút lui về phía Đông cách Okinawa 100 mi (160 km), tiếp tục hoạt động như một lực lượng dự bị, và thỉnh thoảng được giao nhiệm vụ vận chuyển binh lính và tiếp liệu đến Okinawa, cho đến khi chúng rút lui về quần đảo Mariana, về đến Saipan vào ngày 15 tháng 4. Nó quay trở lại Okinawa bốn ngày sau đó, đảm nhiệm việc hộ tống bảo vệ ở vòng trong vào giai đoạn đầu, tuần tra khu vực vận chuyển ngoài khơi các bãi đổ bộ. Con tàu chịu đựng mười tám đợt không kích của đối phương ngay trong đêm trực chiến đầu tiên.
Khi Van Valkenburgh đi đến điểm neo đậu tại Kerama Retto, một nhóm các đảo đá nhỏ cách 15 mi (24 km) về phía bờ biển Tây Nam Okinawa, thủy thủ đoàn của nó chứng kiến những hậu quả trên các con tàu khác do các cuộc "tấn công đặc biệt" tự sát của máy bay Kamikaze. Con tàu ra khơi để thay phiên cho tàu rải mìn J. William Ditter (DM-31) tại trạm radar canh phòng 14, trong vai trò tàu hỗ trợ cho tàu khu trục Wickes (DD-578). Trạm canh phòng này cách 72 mi (116 km) về phía Tây Bắc Okinawa, ngay trên hướng đi từ Nhật Bản hơn bất cứ vị trí nào khác, gần các căn cứ không quân của Nhật Bản. Chỉ trong vòng sáu giờ sau khi tiếp nhận canh phòng, máy bay tiêm kích tuần tra chiến đấu trên không (CAP) do Wickes dẫn đường đã bắn rơi 21 máy bay đối phương. Van Valkenburgh trực tiếp bắn rơi một chiếc bằng hỏa lực phòng không và trợ giúp vào việc tiêu diệt một ciếc khác. Nó cũng đi đến để trợ giúp một nạn nhân Kamikaze khác, tàu đổ bộ USS LCS-15, bị máy bay tấn công tự sát đánh trúng và chìm ngay lập tức. Nó đã vớt những người sống sót và cứu chữa những người bị thương, trong đó có nhiều người bị bỏng nặng.
Trong hơn nữa thời gian của giai đoạn 63 ngày tiếp theo sau đó tại vùng biển Okinawa, Van Valkenburgh hoạt động tại một trong số 15 trạm radar canh phòng chung quanh hòn đảo này. Các tàu canh phòng radar không chỉ đưa ra cảnh báo sớm về máy bay hay tàu bè đối phương tiếp cận, mà còn thu hút hỏa lực đối phương. Phía Nhật Bản tập trung tấn công Kamikaze vào các tàu khu trục canh phòng và các tàu đổ bộ nhỏ như LCI và LCS. Trong những tuần lễ này không ai nghỉ ngơi; thủy thủ thậm chí không thay quần áo khi cố chợp mắt, chờ đợi đợt báo động tiếp theo. Chiếc tàu khu trục chịu đựng ít nhất hai đợt báo động tấn công hằng đêm, thường là bốn hoặc năm đợt từ 21 giờ 00 cho đến bình minh. Vào ban ngày, những máy bay F4U Corsair thuộc Không đoàn 2 Thủy quân Lục chiến đặt căn cứ trên bờ gia nhập hoạt động của các trạm, phối hợp cùng máy bay từ tàu sân bay.
Vào ngày 28 tháng 4, Van Valkenburgh lại thực hiện vai trò trợ giúp những tàu bị tấn công. Các tàu khu trục Twiggs (DD-591) và Daly (DD-519) tại Trạm radar canh phòng 1 chịu đựng hàng loạt những đợt tấn công tự sát, và Daly chịu thương vong lớn khi một chiếc Kamikaze nổ tung khi đâm xuống cầu tàu bên mạn trái. Trong số những người thiệt mạng do mảnh đạn có vị bác sĩ của con tàu. Van Valkenburgh đã cặp bên mạn Daly để chuyển bác sĩ Trung úy M. E. Smale và dược tá Charles B. Reed của mình sang giúp đỡ điều trị những người bị thương. Con tàu quay trở lại vị trí canh phòng của mình, và chỉ đón Smale và Reed trở lại tàu tại Kerama Retto sau đó. Giữa những lượt làm nhiệm vụ canh phòng, nó được bảo trì tại Kerama Retto, và từng tham gia một nhiệm vụ bắn phá bờ biển vào ban đêm tại vịnh Buckner, nơi nó tiêu diệt các cứ điểm đề kháng của quân Nhật ở cực Nam đảo Okinawa. Con tàu quay lại nhiệm vụ canh phòng vào ngày hôm sau.
Giai đoạn bận rộn nhất của Van Valkenburgh là vào chiều tối ngày 17 tháng 5, khi nó cùng tàu khu trục Douglas H. Fox (DD-779) và một đội bốn tàu đổ bộ LCI tuần tra tại Trạm radar canh phòng 9. Những máy bay CAP đã vừa quay trở về căn cứ, và cả đội đang quan tâm khi nào những máy bay tiêm kích có thể quay trở lại đảm bảo an ninh, khi bất ngờ có thông báo nhiều máy bay đối phương đang tiếp cận rất thấp từ phía Tây. Trong 30 phút tiếp theo sau, một trận chiến lộn xộn diễn ra, khi Van Valkenburgh bị đánh dấu là mục tiêu chính của các đợt không kích sau sự kiện tàu khu trục Little (DD-803) bị đánh chìm tại Trạm radar canh phòng 10 vào đêm 3 tháng 5. Van Valkenburgh đã cơ động linh hoạt và đưa mọi khẩu đội pháo nhắm vào đối thủ khi có thể. Vào một lúc, có đến năm máy bay đối phương xuất hiện trên màn hình radar trong phạm vi 4 dặm (6,4 km).
Hai máy bay Nhật Bản đã bị bắn rơi bởi hỏa lực phòng không trực tiếp của Van Valkenburgh, một chiếc rơi chỉ cách đuôi tàu 50 yd (46 m); Douglas H. Fox bắn rơi thêm hai chiếc nữa, và hỏa lực phối hợp của cả hai chiếc tàu khu trục đã bắn rơi chiếc thứ năm. Tuy nhiên, Douglas H. Fox đã không gặp may khi một chiếc Kamikaze thứ sáu đã đâm trúng tháp pháo chính phía trước tàu. Van Valkenburgh tiếp cận để trợ giúp những gì cần thiết cho đồng đội bị đánh trúng, đồng thời tiếp tục cung cấp hỏa lực phòng không ngăn chặn một chiếc Kamikaze thứ bảy vốn xem hai chiếc tàu khu trục đang giảm tốc độ là những mục tiêu tấn công lý tưởng. Khi còn cách 12 mi (19 km), máy bay đối phương đột ngột biến mất trên màn hình radar, rất có thể là bởi hỏa lực phòng không của Van Valkenburgh. Sau khi trợ giúp cho tàu bạn, nó tiếp tục tuần tra trong khu vực để tìm kiếm không có kết quả những người có thể bị rơi xuống biển; tuy nhiên nó tách khỏi nhiệm vụ này sau khi nhận được tin tức chỉ còn một người được ghi nhận mất tích bởi Douglas H. Fox.
Sau đó Van Valkenburgh được bố trí đến Trạm radar canh phòng 16 cùng với tàu rải mìn Robert H. Smith (DM-23), và có một đợt tuần tra không gặp sự kiện gì, cho đến khi radar của nó ghi nhận sự xuất hiện của tàu khu trục Shubrick (DD-639), được phái đến để thay phiên cho Robert H. Smith. Trong khi Shubrick vẫn còn ở cách khoảng 10 mi (16 km) và Van Valkenburgh sắp rút khỏi trạng thái báo động trực chiến, radar của nó lại bắt được hai máy bay đối phương bay thấp tiếp cận từ phía Bắc ở khoảng cách 10 mi (16 km). Van Valkenburgh và Robert H. Smith chuẩn bị chiến đấu, nhưng cặp máy bay đối phương lại nhắm vào con tàu vừa mới đến, Shubrick. Van Valkenburgh truyền tín hiệu cảnh báo cho tàu chị em, nhưng quá trễ. Lúc 00 giờ 10 phút ngày 29 tháng 5, một trong hai máy bay đối phương đã đâm trúng phía đuôi tàu, và trinh sát viên trên Van Valkenburgh chứng kiến vụ nổ dữ dội gây hư hại cho tàu đồng đội.
Sau khi thông báo ý định của mình cho Robert H. Smith, Van Valkenburgh tách ra để hướng đến con tàu bị hư hại. Cú đâm của chiếc máy bay Kamikaze đã làm thủng một lổ 30 foot (9,1 m) bên mạn phải của Shubrick, cộng thêm với một quả mìn sâu của chính nó bị kích nổ đã gây thêm những hư hại khác. Van Valkenburgh cặp bên mạn Shubrick lúc 01 giờ 13, đưa lên tàu những người sống sót mà một số bị thương nặng, và giúp di tản những tài liệu mật cùng những người không cần thiết khỏi con tàu có nguy cơ bị đắm. Trung úy bác sĩ Smale một lần nữa sử dụng phòng ăn làm trạm băng bó cứu chữa những người bị thương. Sau các biện pháp ngăn chặn ngập nước và cứu hỏa có hiệu quả, Shubrick tiếp tục nổi được, và được chiếc tàu kéo USS ATR-9 đi đến nơi không lâu sau đó kéo về Kerama Retto.
Tuy nhiên cuộc tấn công của đối phương vẫn chưa kết thúc. Vào chiều tối ngày 5 tháng 6, đang khi trực chiến tại Trạm radar 11 cùng USS Cassin Young và USS Smalley, Van Valkenburgh chịu đựng một đợt tấn công tập trung bởi ngư lôi. Bốn hoặc năm máy bay đối phương xuất hiện lúc trời nhá nhem tối từ hướng Tây, bay nặng nề do chất đầy bom và ngư lôi. Các khẩu đội Bofors 40 mm của Van Valkenburgh nhắm bắn vào đối phương; một máy bay phóng ra quả ngư lôi vốn đã sượt ngang cách mũi tàu 100 yd (91 m), nhưng bản thân chiếc máy bay bị hỏa lực phòng không 40 mm bắn rơi. Quả ngư lôi thứ hai đi ra phía sau đuôi tàu.
Sau sự kiện cuối cùng này, tần suất các cuộc không kích của đối phương giảm đi rõ rệt. Các cuộc ném bom quy mô lớn của máy bay ném bom chiến lược Boeing B-29 Superfortress cùng những đợt không kích liên tục của máy bay từ tàu sân bay xuống các đảo chính quốc Nhật Bản đã khiến đối phương thiệt hại nặng nề. Vào cuối ngày 24 tháng 6, Van Valkenburgh rời khu vực chiến trường hướng sang Philippines, được nghỉ ngơi và bảo trì tại vịnh San Pedro, Leyte.

#### Các hoạt động sau cùng
Vào đầu tháng 7, Van Valkenburgh lên đường cùng một lực lượng hạm tàu nổi, bao gồm các tàu tuần dương lớn mới Alaska (CB-1) và Guam (CB-2), bốn tàu tuần dương hạng nhẹ và bảy tàu khu trục. Lực lượng được phân công hoạt động dọc bờ biển phía Nam Trung Quốc giữa Đài Loan và Thượng Hải, truy tìm các hoạt động của tàu nổi đối phương nhưng đã không gặp bất kỳ sự kháng cự nào. Các con tàu quay trở lại Okinawa sau năm ngày tuần tra cách 200 mi (320 km) ngoài khơi Thượng Hải; biển Hoa Đông hầu như nằm trong tầm kiểm soát của lực lượng Đồng Minh.
Van Valkenburgh sau đó quay trở lại vịnh Buckner và thả neo tại đây, nơi vào lúc 21 giờ 00 ngày 10 tháng 8 diễn ra một cuộc ăn mừng giống như Ngày Độc Lập Hoa Kỳ 4 tháng 7. Khoảng 150 tàu chiến đã bắn mọi thứ lên trời: đèn pha, đạn dẫn đường, pháo hiệu màu đủ loại, đạn pháo sáng... trong khoảng 15 phút do có tin phía Nhật Bản đang cân nhắc chấp nhận đầu hàng. Việc thể hiện vui mừng lắng xuống nhanh chóng như khi nó khởi phát, và đêm tối lại bao phủ vịnh Buckner. Tuy nhiên, tin tức về việc thiết giáp hạm Pennsylvania (BB-38) bị trúng ngư lôi hai ngày sau đó cho thấy thực tế xung đột vẫn tiếp diễn. Mãi cho đến ngày 15 tháng 8, tín hiệu "ngừng mọi hoạt động hiện tại" mới được đưa ra, cho biết chiến tranh cuối cùng đã kết thúc.
Vào ngày 7 tháng 9, Van Valkenburgh rời vịnh Buckner cùng các tàu khu trục Anthony (DD-515), Wadsworth (DD-516), Beale (DD-471) và Ammen (DD-527), trong thành phần hộ tống cho các tàu sân bay hộ tống Suwannee (CVE-27), Chenango (CVE-28) và Cape Gloucester (CVE-109) cùng tàu tuần dương hạng nhẹ Birmingham (CL-62), hướng đến các đảo chính quốc Nhật Bản để làm nhiệm vụ chiếm đóng. Trong một tuần lễ tiếp theo, lực lượng hoạt động dọc theo bờ biển Kyūshū, phía Tây Nam Nagasaki, trong khi máy bay từ tàu sân bay tuần tra và phát hiện thủy lôi cho các hoạt động quét mìn, dọn đường cho việc tiến vào cảng Nagasaki.
Khi Van Valkenburgh tiến vào cảng Nagasaki vào ngày 15 tháng 9, hầu như mọi người đều ở trên boong tàu quan sát sự phá hoại tàn khốc do quả bom nguyên tử được ném xuống đây một tháng trước đó. Trong một tuần lễ ở lại cảng, nó trợ giúp vào việc vận chuyển các cựu tù binh chiến tranh Đồng Minh lên tàu bệnh viện Haven (AH-12) vốn đã thả neo tại cầu tàu chính của cảng. Trong sáu tuần lễ tiếp theo, chiếc tàu khu trục tiếp tục ở lại vùng biển Nhật Bản, thực hiện hai chuyến đi liên lạc đến Wakayama, Honshū, trong vùng biển Nội địa Nhật Bản.
Khi lượt phục vụ của nó tại Viễn Đông hoàn tất, Van Valkenburgh khởi hành từ Sasebo vào ngày 17 tháng 11 để quay trở về Hoa Kỳ ngang qua Midway và Trân Châu Cảng. Về đến San Diego vào ngày 6 tháng 12, nó lại tiếp tục di chuyển sang vùng bờ Đông, băng qua kênh đào Panama trong các ngày 18 và 19 tháng 12, và đến Charleston, South Carolina, vào ngày 23 tháng 12. Con tàu được rút biên chế và đưa về thành phần dự bị vào ngày 12 tháng 4, 1946.

### 1950 – 1954
Vào ngày 31 tháng 8, 1950, khoảng hai tháng sau khi lực lượng Bắc Triều Tiên tấn công xâm chiếm Nam Triều Tiên, Van Valkenburgh được huy động trở lại do sự thiếu hụt tàu khu trục sẵn sàng hoạt động trong cuộc xung đột. Nó nhập biên chế trở lại tại Charleston vào ngày 8 tháng 3, 1951 dưới quyền chỉ huy của Trung tá Hải quân C. A. Marinke, và tiến hành huấn luyện ngoài khơi Virginia Capes, dọc bờ Đông cho đến vùng biển Nova Scotia, cũng như tại vùng biển Caribe trải dài từ vịnh Guantánamo, Cuba cho đến Culebra, Puerto Rico. Chiếc tàu khu trục rời Norfolk, Virginia vào ngày 2 tháng 5, băng qua kênh đào Panama từ ngày 20 đến ngày 22 tháng 5, rồi đi ngang qua San Diego, Trân Châu Cảng và Midway trước khi đi đến Yokosuka, Nhật Bản vào ngày 17 tháng 6.
Van Valkenburgh khởi hành từ Yokosuka vào ngày 22 tháng 6 để hoạt động cùng Lực lượng Đặc nhiệm 77 trong hơn một tháng tiếp theo, hộ tống các tàu sân bay nhanh khi chúng không kích các mục tiêu của lực lượng cộng sản. Nó đi đến Sasebo, Nhật Bản vào cuối tháng 7 cho một đợt nghỉ ngơi ngắn, trước khi lại lên đường vào ngày 1 tháng 8, đi sang vùng chiến sự. Gia nhập Đơn vị Đặc nhiệm 95.28 thuộc Đội đặc nhiệm 95.2, lực lượng tuần tra và phong tỏa bờ Đông, nó thay phiên cho tàu khu trục Brown (DD-546) từ trưa ngày 3 tháng 8, hỗ trợ cho hoạt động của Quân đoàn 1 Bộ binh Hàn Quốc. Chiếc tàu khu trục nhanh chóng nhận được yêu cầu trợ giúp, bắn hải pháo 5-inch hỗ trợ cho cuộc chiến đấu của lực lượng trên bộ, và tuần tra ban đêm tại vùng phụ cận Kojo.
Trong những ngày tiếp theo, Van Valkenburgh tiêu phí hơn 2.400 quả đạn pháo cho một loạt những mục tiêu khác nhau: điểm tập trung quân, pháo binh, tàu bè, công sự phòng thủ và kho tiếp liệu, hầu hết dưới sự dẫn đường từ trên không. Nó thường xuyên tuần tra cùng tàu YMS-5H của Hải quân Hàn Quốc, và vào ngày 9 tháng 8 đã đấu pháo tay đôi với một khẩu đội pháo đối phương. Chiếc tàu khu trục bị bắn mười phát đạn pháo 76-mm từ khu vực Suwan Dan, nó phản công với hơn 50 phát đạn pháo 5-inch.
Sau khi được tàu khu trục Tingey (DD-539) thay phiên, Van Valkenburgh tiếp tục hoạt động tại Viễn Đông cho đến mùa Thu, viếng thăm các cảng Nhật Bản Yokosuka, Hakodate và Ominato cũng như ghé qua Cơ Long, Đài Loan trước khi tuần tra tại eo biển Đài Loan. Sau đó nó viếng thăm Cao Hùng, Đài Loan và Hong Kong, nhưng quay trở lại làm nhiệm vụ tuần tra eo biển Đài Loan một lượt thứ hai. Sau một tuần được bảo trì tại vịnh Subic, Philippines từ ngày 10 đến ngày 17 tháng 10, chiếc tàu khu trục lên đường quay trở về Hoa Kỳ. Đi ngang qua Singapore; Colombo, Ceylon và Ras Tanura, Aden; con tàu băng qua kênh đào Suez vào ngày 14 tháng 11 và tiếp tục đi ngang qua Naples và Genoa, Ý; Cannes, Pháp; và Gibraltar; về đến Norfolk, Virginia vào ngày 12 tháng 12, hoàn tất một chuyến đi vòng quanh thế giới.
Van Valkenburgh ở lại Norfolk trong suốt dịp lễ Giáng sinh và năm mới 1953, trước khi hoạt động tại khu vực Vieques, Puerto Rico vào tháng 3, 1953. Nó quay trở lại Norfolk và được đưa về lực lượng dự bị vào tháng 8, 1953 cho dù vẫn còn trong biên chế. Được đưa đến Xưởng hải quân Philadelphia, Philadelphia, Pennsylvania, nó được đưa vào đội dự bị tại cảng này cho đến khi được cho xuất biên chế vào ngày 26 tháng 2, 1954.

## Phục vụ Hải quân Thổ Nhĩ Kỳ
Van Valkenburgh được chuyển cho chính phủ Thổ Nhĩ Kỳ mượn vào ngày 28 tháng 2, 1967, và con tàu nhập biên chế cùng Hải quân Thổ Nhĩ Kỳ như là chiếc TCG İzmir (D 341). Tên của Van Valkenburgh được rút khỏi danh sách Đăng bạ Hải quân của Hoa Kỳ vào ngày 1 tháng 2, 1973, và con tàu được hoàn trả cho Hoa Kỳ vào ngày 15 tháng 2, 1973, nhưng được bán luôn cho Thổ Nhĩ Kỳ cùng ngày hôm đó.
İzmir tiếp tục phục vụ cho đến khi ngừng hoạt động và bị tháo dỡ vào năm 1987.

## Phần thưởng
Van Valkenburgh được tặng thưởng danh hiệu Đơn vị Tưởng thưởng Hải quân cùng ba Ngôi sao Chiến trận do thành tích phục vụ trong Thế Chiến II. Nó còn được tặng thêm một Ngôi sao Chiến trận khác trong Chiến tranh Triều Tiên.